# Berenguer d'Anoia

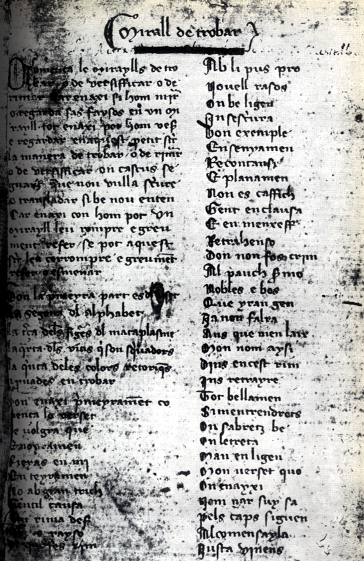
Pagina del Mirall de trobar

Berenguer d'Anoia o de Noya (circa 1300) è stato un trovatore spagnolo originario di Maiorca.

## Biografia
Scrive il Mirall de trobar in lingua occitana, un trattato poetico, grammaticale e  retorico nella tradizione dei Razos de trobar di Raimon Vidal e le Regles de trobar di Jofre de Foixà, un genere sempre popolare nella regione catalana.
I genitori di Berenguer erano nobili catalani, originari del villaggio di Sant Sadurní d'Anoia, che si stabilirono a Inca, nell'isola di Maiorca, in seguito alla sua conquista da parte di Giacomo il Conquistatore. Queste informazioni in merito alla sua famiglia e alle sue origini si trovano celate nei suoi scritti nella forma di un acrostico che dà:
Il Mirall comincia con un prologo che spiega la sua divisione in quattro capitoli in cui vengono trattati le forme retoriche e gli errori poetici più comuni. Inizia così:
Ogni cosa è illustrata con esempi tratti dai componimenti dei precedenti trovatori, ma non sempre nella forma corretta. Berenguer stesso non ha nessun lavoro firmato con il suo nome, sebbene diversi frammenti non attribuibili al suo trattato siano presunti come suoi lavori. La seguente breve sezione è presa dalla sua illustrazione dell'alba religiosa:
que no us sia amblatz
lo castell que tan beyl
vos a Deus comanatz,
car si es noveyl
non es aycell
qui mantz n'a enganatz.
No us fisetz en l'enemich
qui per plazer vos destrich,
ans fayts gens queix vostra gaita»
L'Istituto Berenguer d'Anoia, fondato a Inca nel 1970, venne così chiamato dal nome del trovatore.